# Bains Lillois
Les Bains Lillois sont un ancien établissement de bains situé 219 ter, boulevard de la Liberté à Lille, dans le département du Nord, en France. Démolis en 1998, leur façade a été préservée. Elle est inscrite au titre des monuments historiques depuis 1989.
Ce site est desservi par les stations de métro République - Beaux-Arts et Lille Grand Palais.

## Histoire
Construits à partir de 1890 sur les plans de l'architecte Albert Baert dans une perspective sociale et hygiéniste, les Bains Lillois comprennent aussi l'une des premières piscines à eau tempérée de France. Ils sont équipés de 270 cabines, de plusieurs salles de douche, d'une salle de sudation,  d'un bain de vapeur et de trois bassins : le "petit bain" équipé pour l'apprentissage de la natation, le  "bain moyen" espace ludique et le "grand bain" pour les nageurs aguerris. A noter que le bain moyen de 15 m de longueur et le grand bain de 25 m de longueur appartiennent à un bassin unique et sont séparés par un muret qui laisse passer l'eau.    
Léon Verdonck, directeur des Bains Lillois, est le fondateur de deux des premières sociétés de natation sportive française et l'introducteur du water-polo en France. En 1898, seules trois sociétés pratiquent la natation sportive : les Tritons lillois, les Pupilles de Neptune de Lille (plus ancien club de water-polo de France) et la Libellule de Paris.
La piscine était très fréquentée dans les années 1980. Fermée en 1991 pour non-conformité aux normes de sécurité, la piscine n'a jamais rouvert. En 1998, le bâtiment a été démoli pour laisser place à la reconstruction d'espaces de bureau et de logements. Seule la façade a été conservée. Elle a été entièrement restaurée en 2009. L'accès sur la rue est protégé par des baies vitrées.

## Architecture
La façade, d'inspiration néoclassique, est marquée par un décor de style Belle Époque. Elle est précédée d'un portique d'entrée formé de quatre colonnes, pour partie en marbre rose, qui soutiennent un entablement surmonté d'un balcon protégé par une balustrade.

## Décoration
En 1924, le vitrailliste Alfred Labille se voit confier la réfection des vitraux.